# Inhibiční faktor migrace makrofágů
Inhibiční faktor migrace makrofágů (macrophage migration inhibitory factor, MIF) je prozánětlivý cytokin a důležitý mediátor a regulátor imunitní odpovědi a vrozeného imunitního systému. Jedná se o protein kódovaný genem MIF. Dříve byl MIF považován za cytokin produkovaný převážně T-lymfocyty. Dnes je známo, že se jedná o produkt sekrece mnoha buněk vrozeného a adaptivního imunitního systému.
Sekrece MIF je spojována nejen s imunitní odpovědí, ale i se stresem v důsledku mj. poranění. MIF a adrenokortikotropní hormon slouží jako mediátory odpovědi na stres a jsou produkovány buňkami předního laloku hypofýzy. 

## Struktura

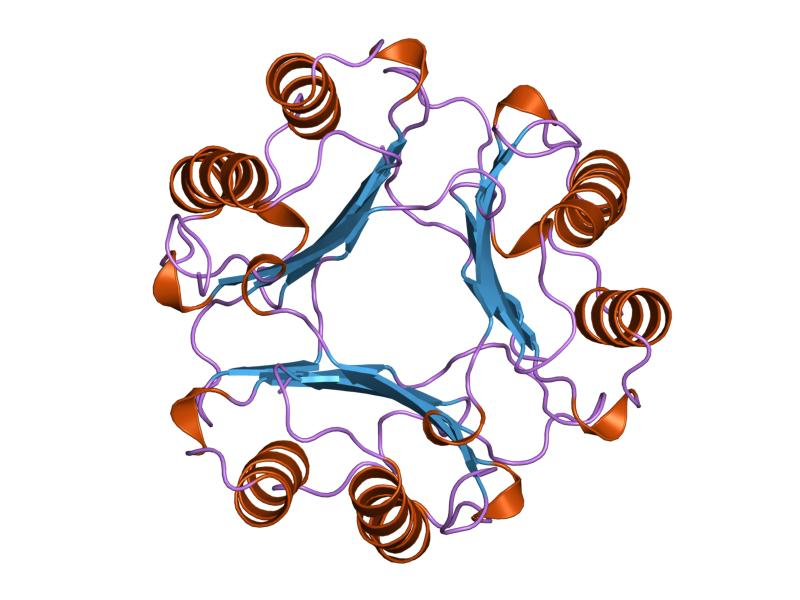
3D struktura trimeru proteinu MIF.

MIF je kódován genem MIF, který se nachází na lidském chromozomu 22, lokus 22q11.2. Polymorfismy a mutace v tomto genu jsou často asociovány s lidskými onemocněními, např. juvenilní idiopatickou artritidou. 
MIF je znám rovněž jako faktor inhibující glykosylaci (glycosylation-inhibiting factor, GIF). Jedná se o neglykosylovaný protein složený ze 114 aminokyselin o molekulové hmotnosti 12,5 kDa. Je tvořený homotrimerem. Každý monomer je sestaven ze dvou antiparalelních alfa-helixů a tří beta-skládaných listů. Beta-skládané listy tvoří vnitřní prostor ohraničený alfa-helixy za vzniku specifické struktury tzv. centrálního barrelu. 

## Funkce
MIF je prozánětlivý cytokin produkovaný při bakteriálních, virových a parazitárních infekcích, ale i jako odpověď na stres vyvolaný mj. poraněním. Je důležitou součástí obranných mechanismů, zamířených proti intracelulárním patogenům. Je to dáno schopností MIF aktivovat a polarizovat makrofágy a T-lymfocyty prostřednictvím zvýšení exprese a sekrece dalších prozánětlivých cytokinů a inhibice exprese protizánětlivých (např. IL-10). Receptorem MIF je transmembránový protein CD74. Po vazbě na daný receptor dochází ke spuštění signálních drah odpovědných za proliferaci a přežívání buněk, a za tvorbu faktorů asociovaných se zánětem (25-hydroxyláza a fosfolipáza A2-IIA).
MIF působí ve velké míře na makrofágy, které nejen aktivuje, ale i usnadňuje detekci gramnegativních bakterií a jejich endotoxinů zvýšením exprese TLR4 receptoru.
Při akutních infekcích dochází ke zvýšení hladiny MIF ve tkáních a v oběhu, což může být pro tělo škodlivé. Vysoké hladiny MIF byly asociovány mj. s letální endotoxaemií a bakteriální sepsí.

## Produkce
Na rozdíl od jiných prozánětlivých cytokinů (např. IL-1β), nedochází v případě MIF k jeho de novo syntéze z mRNA po obdržení stimulu. Úložiště předpřipraveného MIF byly sledovány např. v makrofázích, ale i v buňkách předního laloku hypofýzy, což umožnilo jejich rychlejší uvolnění po stimulaci. Sekrece tohoto cytokinů je nejen rapidní, ale i velice citlivá, tzn. vyžaduje mnohem menší koncentraci patogenu, než v případě jiných prozánětlivých cytokinů.

## Patogeneze
MIF je součástí patogeneze velkého množství akutních i chronických zánětlivých onemocnění, např. sepse, syndrom akutní dechové tísně (ARDS), astma, artritida, glomerulonefritidy, atopická dermatitida, ateroskleróza a jiné. Některá onemocnění (ARDS) jsou důsledkem právě sepse a je při nich sledována zvýšená hladina MIF, zesilující zánětlivou imunitní odpověď.